# 安德烈·勒索瓦热
安德烈·勒索瓦热（法語：André Lesauvage，1890年12月25日—1971年5月29日），生于勒阿弗尔，法国男子帆船运动员。他曾代表法国参加1928年夏季奥林匹克运动会帆船比赛，获得8米级金牌。